# Real Instituto de Jovellanos
El Real Instituto de Jovellanos es una institución educativa fundada en 1794 por Gaspar Melchor de Jovellanos.

## Historia del Real Instituto de Jovellanos
En 1787, gracias a la proliferación de escuelas de Náutica en los puertos peninsulares, se empieza a gestar la idea de una escuela en Gijón, de tal manera que en 1789 Francisco de Paula de Jovellanos, hermano del ilustrado local Gaspar Melchor de Jovellanos, solicita la construcción de una. En 1791 se presenta el plan de estudios del centro de parte de Gaspar Melchor; Matemáticas, Náutica, Mineralogía, Dibujo e Inglés o Francés, poniendo en evidencia el interés del autor en el desarrollo industrial y académico de Asturias. El instituto fue aprobado por Real Orden el 8 de mayo de 1793. De este modo el 7 de enero de 1794 se produce a la inauguración del Real Instituto Asturiano de Náutica y Mineralogía, en la Casa del Forno del barrio de Cimadevilla. En 1797 se inicia la construcción de una segunda sede, finalizada en 1807 aunque estuviera ocupada desde 1804.
El espíritu ilustrado que demostraba el Instituto se puede apreciar en esta respuesta de Jovellanos a las quejas de la Universidad de Oviedo:

Frente a las carreras universitarias, el Instituto pretende formar especialistas con una base teórica, gentes capaces de explotar una mina o pilotar un barco con una buena preparación previa. Para él, la base del progreso económico es la instrucción y por medio de ella se logrará que Asturias y sus gentes puedan alcanzarlo.
Gaspar Melchor de Jovellanos

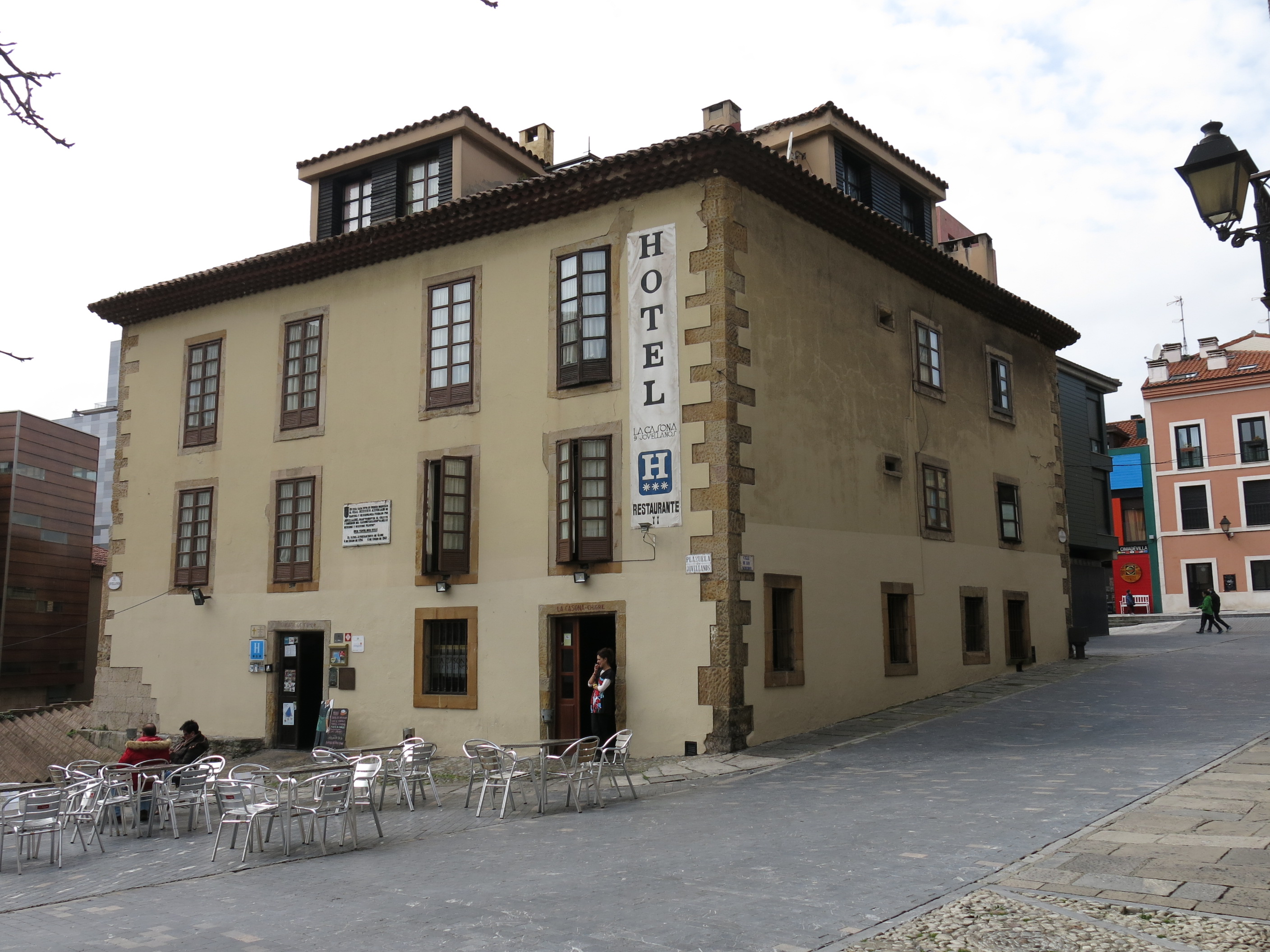
Casa del Forno, primera sede en Cimadevilla.

La Universidad de Oviedo no sería la única traba del proyecto, la Inquisición prohibió libros y tratados sobre física y mineralogía de la biblioteca del Instituto hasta 1798. Además, Francisco y Gaspar de Jovellanos serían expulsados en 1801 a Bellver, Mallorca, suponiendo un revés en los primeros años del centro, que se pudo retomar al fin de la Guerra de la Independencia (1814).
En 1866 se crean estudios de comercio, que en 1899 derivaron a la creación de la Escuela de Comercio, precursora de la  Facultad de Comercio, Turismo y Ciencias Sociales Jovellanos de la Universidad de Oviedo. Dicha escuela necesitaba más espacio del que disponía en la planta baja del Antiguo Instituto, por lo que en 1915 se inaugura un edificio exclusivo, la Escuela Superior de Comercio, en la huerta trasera de la sede principal.
Aunque las enseñanzas del Instituto fueran técnicas y humanísticas, en 1863 incorpora dos cursos de educación secundaria y en 1868 se convierte en un Instituto de Segunda Enseñanza, abandonando paulatinamente la formación superior y profesional. Ejemplo de ello es la disgregación de la escuela de Náutica en 1913, suprimida en 1924 y refundada en la actualidad como Escuela de Marina Civil. En 1892 el Instituto se convierte en un instituto provincial y en 1901 fue declarado Instituto General y Técnico. En 1908 se incorporó al Estado.
La nomenclatura de la institución varió con el tiempo:
- 1820: Instituto Nacional;
- 1845: Escuela Especial;
- 1855: Escuela Elemental de Industrias;
- 1856: Escuela Profesional de Industrias;
- 1862: Escuela Especial de Náutica y Aplicación al Comercio y a la Industria;
- 1865: Instituto de Jovellanos;
- 1938: Real Instituto de Jovellanos.

## Edificios

### Antiguo Instituto
Su antigua sede está ubicada en Gijón, Asturias (España), en la plaza del Instituto del barrio de El Centro.
Fue construido en dos periodos: Entre 1797 y 1807 bajo proyecto de Juan de Villanueva y una segunda expansión de 1887 a 1892, obra del arquitecto Ricardo Marcos Bausá, que añadió dos plantas al inmueble original.
Durante la Guerra Civil el edificio sufre daños, por lo que es rehabilitado por el arquitecto municipal Fernández-Omaña en 1937. La actividad docente, que desde 1932 se impartía en el Colegio de la Inmaculada, regresó al edificio hasta 1964, donde se traslada de manera definitiva al IES Jovellanos de la avenida de la Constitución.

### Actual IES Real Instituto de Jovellanos

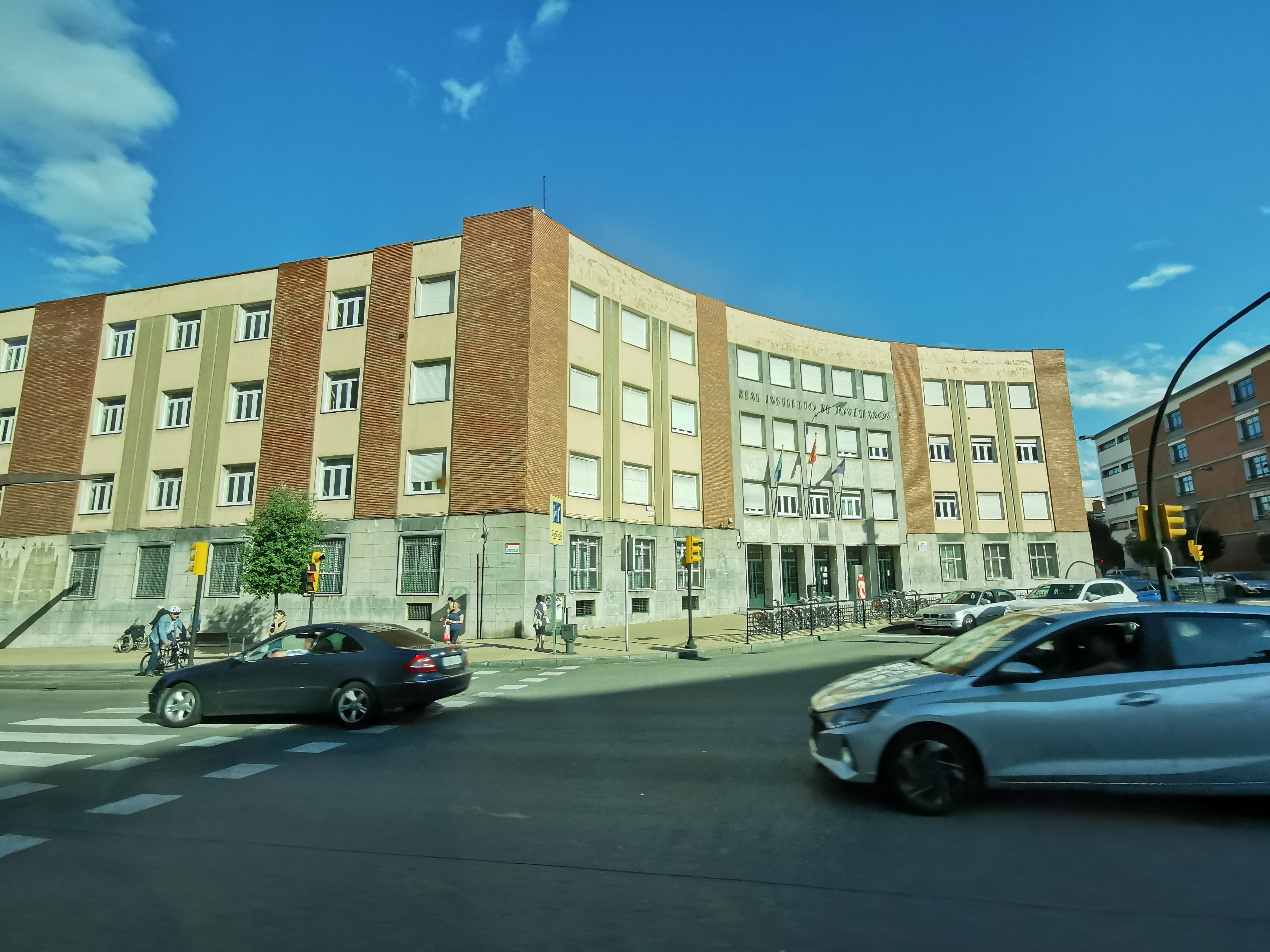
IES Jovellanos

En 1932, debido a la falta de espacio, el Instituto cambia de sede al Colegio de la Inmaculada, que fue destruido durante la Guerra Civil, por lo que el Instituto regresa al Antiguo Instituto en 1937. Finalmente, en octubre de 1964 se inaugura la sede definitiva, en el Real Instituto de Enseñanza Secundaria Jovellanos, en la avenida de la Constitución. Conformado como Instituto de Educación Secundaria dependiente de la Consejería de Educación del Principado de Asturias, se imparten clases de Educación Secundaria Obligatoria, así como Bachillerato y Bachillerato Internacional.